# بانجات
البانجات (الاسم العلمي: Bangiaceae) هي فصيلة من النباتات الحمراء تتبع رتبة البانجيات من طائفة البانجانية.

## التصنيف
- البانجية